# Non mi regolo
Non mi regolo è un singolo del cantautore italiano Briga, in collaborazione con i rapper italiani Gemitaiz e Il Tre, pubblicato 22 ottobre 2021 come primo estratto dal quinto album in studio Lunga vita.

## Descrizione
Il brano, scritto da tutti e tre gli artisti, è prodotto dallo stesso Gemitaiz con Alfonso Climenti, in arte Sine.

## Video musicale
Il video musicale, diretto da Lorenzo Ambrogio, è stato pubblicato in concomitanza all'uscita del brano attraverso il canale YouTube della Honiro.

## Tracce
Testi di Mattia Bellegrandi, Davide De Luca e Guido Luigi Senia, musiche di Mattia Bellegrandi, Alfonso Climenti, Davide De Luca e Guido Luigi Senia.
1. Non mi regolo (feat. Gemitaiz e Il Tre) – 3:15